# Кудрино (Астраханская область)
Кудрино — село в Володарском районе Астраханской области России. Входит в состав Марфинского сельсовета. В селе родился  советский военачальник, генерал-майор Дмитрий Сызранов. Население 146 человек (2010).

## География
Село находится в юго-восточной части Астраханской области, на левом берегу протоки Бузан дельты реки Волги, на расстоянии примерно 12 километров (по прямой) к востоку от посёлка Володарский, административного центра района. Уличная сеть состоит из двух географических объектов: ул. Набережная и ул. Речная
Абсолютная высота — 24 метра ниже уровня моря.
Климат
умеренный, резко континентальный. Характеризуется высокими температурами летом и низкими — зимой, малым количеством осадков, а также большими годовыми и летними суточными амплитудами температуры воздуха.

## Население
| 2002 | 2010 |
| ---- | ---- |
| 127  | ↗146 |

Национальный и гендерный состав
По данным Всероссийской переписи, в 2010 году численность населения села составляла 146 человек (76 мужчин и 70 женщин). Согласно результатам переписи 2002 года, в национальной структуре населения русские составляли 88 %.